# Љиљана Малетин Војводић
Љиљана Малетин Војводић (Нови Сад) српска је књижевница и истраживач културе.

## Биографија
Љиљана је рођена у Новом Саду. На Филозофском факултету у родном граду дипломирала је књижевност. Чланица је Српског књижевног друштва и Друштва књижевника Војводине. Бави се писањем кратких прича, романа, путописа, есеја, новинских текстова о савременој визуелној уметности, као и имаголошким истраживањем других, најчешће скандинавских, култура. Својим, углавном, фикционалним наративима тематизује савремену уметност, традицију и начин живота на Исланду, у Финској, Шведској, Гренланду и у Норвешкој.
Школовала се и одрасла је у Новом Саду, у породици просветних радника, мајка Нада (Малетин, рођена Мирјанин) била је учитељица, отац Ђорђе (Малетин) био је дугогодишњи директор О.Ш. Соња Маринковић у Новом Саду, секретар СИЗ-а за културу града Новог Сада, народни посланик у Скупштини СФРЈ.
Текстове објављује у часописима (Нова мисао, „Поља“, Летопис Матице српске, Интеркултуралност, Свеске”, Београдски књижевни гласник) у дневним новинама („Данас“) и он-лајн (Књижевни портал Стране, P.U.L.S.E., Supervizuelna, Hyperborea)
Као писац, учествовала је у међународним резиденцијалним програмима у Летонији, Финској, Норвешкој, Шведској, на Исланду Исланд и на Гренланду. За свој рад је награђена наградама за савремену приповетку Андра Гавриловић (2016) и Милутин Ускоковић (2009), као и стипендијама у Кући писаца у Летонији, у месту Вентспилс и у Музеју Упернавик на Гренланду. Њена књига под називом Норвешка прича (2013), реализована уз подршку Амбасаде Норвешке у Србији, резултат је вишемесечног боравка и истраживања у УСФ Верфтету (no.wikipedia.org/wiki/USF_Verftet), у Бергену и односи се на проучавање норвешке књижевности објављене у Србији, као и на слику Норвешке у српској култури, почев од Писама из Норвешке Исидоре Секулић до радова професора Љубише Рајића.
Њен први роман Исландски бедекер: патуљци и Хипербореја, тематизује савремену уметност и живот у Рејкјавику, на Исланду, док је културолошки бедекер под називом Финска, земља Калевале, језера и сауна (који говори о односу савременог и традиционалног, о финској литератури, визуелној уметности, односу према наслеђу и према природи, образовању, финском националном бићу итд.), објављен 2011. године захваљујући Министарству иностраних послова Финске и Финској амбасади у Београду.
У Гетеборгу 2014. године, настаје њена прва концептуална књига Gothenburg Art Book, која је доступна и у пдф верзији. Током 2014/15. у Бергену Љиљана Малетин наставља с радом на концептуалној уметности и креира нову уметничку књигу под називом Instruction as writings, омаж Јоко Оно, Софи Кал, Синди Шерман, Трејси Емин и Марлен Дима.
На позив општине Рогаланд и њиховог културног центра, 2015. године, Љиљана Малетин Војводић борави, у склопу ретроспективне изложбе Фриде Хансен, у Уметничком музеју у Ставангеру, у уметничком резиденцијалном програму у Кући Фриде Хансен.
Захваљујући сарадњи са некомерцијалним издавачем First edition, Љиљана објављује серију уметничких фотографија-разгледница насталих у Шведској, Финској и Норвешкој, а потом и књигу фотографија под именом ”Vanishing homes” (2016), резултат учешћа у резиденцијалном програма у регионалном музеју у западној Финској (Erro Nelimarkka-museo).
Исте године, захваљујући подршци норвешке књижевне агенције Норла, објављује антологију одломака норвешких писаца под именом ”Норвешка од Бјернсторна до Кнаусгора” (Орион спирит, 2016).
Уз подршку Покрајинског Секретаријата за спорт и омладину, у оквиру ученичког преводилачког пројекта и активности током обележавања 225 година Карловачке гимназије, излази и енглески превод њеног романа под називом ”Those who eat raw meat” (Арт принт, Нови Сад, 2016).
У издању НГО Артбокс и Артпринта из Новог Сада, крајем 2016. године из штампе излази концептуална књига имаголошких есеја и есеја из уметности под називом Прустове мадлене у супермаркету, заједно са фотографијама уметничких акција мултимедијалног уметника, Драгана Војводића.
Године 2017. у Новом Саду објављује културолошки водич о Шведској, под називом ”Носталгија за Севером #Слика Шведске у српској култури”.
На препоруку Фондације Нови Сад 2021 - европска престоница културе, захваљујући подршци јапанске организације ЕУ Јапан Фест из Токија, почетком 2018, као и током лета 2019. је, заједно са Драганом Војводићем, учествовала у међународном истраживачком пројекту у Јапану. У јулу 2018. године, захваљујући стипендији Министарства иностраних послова Аустрије, борави у Бечу, у резиденцији Кварта музеја (Q21, Vienna). Августа исте године, на позив Министарства културе Русије, борави у уметничком резиденцијалном центру ГЦСИ у Санкт Петербургу.
Почетком 2019. године борави у резиденцији за писце, Удружења књижевника Исланда, у Кући Гунара Гунарсона, у Рејкјавику, на Исланду. Године 2020. објављује роман Скрик инспирисан радом савремених визуелних уметница и резиденцијалним уметничким боравцима у Норвешкој.
Књиге Љиљане Малетин Војводић налазе се у библиотекама у Србији, Норвешкој (градске библиотеке у Ослу и Ставангеру), Великој Британији (The British Library), Канади (Библиотека Универзитета у Торонту), Сједињеним Државама (библиотека Универзитета Харвард, Библиотека америчког Конгреса у Вашингтону, библиотека Универзитета Илиноис).
Сем белетристиком и писањем о савременој визуелној уметности, Љиљана се бави и фотографијом, сарађујући у пројектима визуелног уметника, Драгана Војводића (на Исланду, у Француској, Финској, Италији, Мађарској, Хрватској).

## Приватни живот
У браку је са мултимедијалним уметником, Драганом Војводићем, са којим често сарађује у заједничким уметничким пројектима.

## Дела
- Носталгија за Севером #Слика Шведске у српској култури, Артбокс-Арт принт, Нови Сад, 2017.
- Прустове мадлене у супермаркету (заједно са Драганом Војводићем), Артбокс-Арт принт, Нови Сад, 2016.
- Those who eat raw meat, Арт принт, Нови Сад, 2016.
- 'Vanishing homes, First edition, Нови Сад, 2016.
- Норвешка од Бјернсона до Кнаусгора Орион спирит, Сремска Каменица-Нови Сад, 2016.
- Instruction as writings (art book, kindle, Amazon), 2015.
- Instruction as writings (art book, English language), Bergen, Norveška, 2014.[4]
- Dwarves and Hyperborea, Amazon, kindle, 2014.[5]
- Gothenburg Art Book, handmade Art Book, limited edition, PDF also available, Geteborg, Švedska, 2014.
- Они који једу сирово месо, Mediterran publishing, Нови Сад, 2013.[6]
- Норвешка прича, ИК Прометеј, Нови Сад, 2013.[7]
- У егзилу, ИК Прометеј, Нови Сад, 2011[8][9]
- Финска, земља калевале, језера и сауна, ИК Прометеј, Нови Сад, 2011.[10]
- Карловачка гимназија, традиција и савременост (коаутор), ИК Прометеј, Нови Сад, 2010.
- Патуљци и Хипербореја, Мала велика књига, Нови Сад, 2008.